# Křížová cesta (Janov nad Nisou)
Křížová cesta v Janově nad Nisou na Jablonecku se nachází 1 kilometr západně od centra obce pod vrchem Vysoký hřeben, na cestě okolo skály Trniště.

## Historie
Křížovou cestu dal postavit v roce 1878 na svém pozemku Josef Klamt na přímluvu faráře poté, co se mu zlepšil zrak po užívání vody ze zdejšího pramene. Cestu tvořily sloupky zastavení, v jejichž nikách byly původně obrazy malované na plechu v lidovém stylu.
Cesta prochází poutním místem se studánkou. Mlynář Christian Hirschmann z Hraničné dal upravit studánku a její okolí, když se mu zlepšil zrak a toto přisoudil právě zdejší zázračné vodě. Kolem studánky vzniklo kamenné místo s výklenkem a sochou Panny Marie a poblíž druhý modlitební prostor.
Celý areál pak byl upraven pro klidné chvíle meditace a roku 1903 byl vysvěcen. Přibývaly další výklenky pro sošky, vyrostl tu rovněž pískovcový pomník s místem pro sošku, na pramen byla umístěna pískovcová socha Panny Marie a do dalšího výklenku, zřízeného roku 1921, byla postavena polychromovaná socha Panny Marie Immaculaty. Po skončení II. světové války místo chátralo, zmizely všechny původní obrázky křížové cesty i socha Panny Marie.
Po roce 1989 bylo poutní místo obnoveno a roku 1996 bylo na místě původní křížové cesty instalováno nových dvanáct zastavení (autor Reinhold Hüttmann) a oltářní malba na plechu (autorka Libuše Rýdlová) v jednom z kamenných bloků.